# Lempira honduregna
La lempira (codice ISO 4217: HNL) è la valuta dell'Honduras. È suddivisa in 100 centavos. La lempira deve il suo nome a Lempira, un personaggio del XVI secolo, a capo (cacique) delle popolazioni indigene americane (popolo Lenca), che, secondo la tradizione folkloristica honduregna, aveva guidato, senza successo, la locale resistenza contro i Conquistadores dell'Impero Spagnolo. È un eroe nazionale ed è raffigurato sia nella banconota da 1 lempira, sia nelle monete da 20 e 50 centavos.

## Storia
La lempira è stata introdotta nel 1931 al posto del Peso honduregno alla pari. Alla fine degli anni '80, il tasso di cambio era di 2 lempira per 1 Dollaro statunitense (durante questo periodo la moneta da 20 centavos era chiamata daime in quanto valeva quanto il Dime statunitense. Alla fine di agosto 2006, la lempira era quotata a 18,8932 HNL per 1 USD. Il dollaro statunitense è ampiamente accettato come valuta di pagamento.

## Monete
Nel 1931 furono introdotte le monete dal valore facciale di 5, 20 e 50 centavos e 1 lempira. Le monete da 1, 2 e 10 centavos furono aggiunte rispettivamente nel 1935, 1939 e 1932. Nel 1937 cessò la produzione della moneta da 1 lempira in argento. Nel 1967 anche le altre monete d'argento (20 e 50 centavos) furono rimpiazzate da versioni in cupronickel.
Le monete attualmente in circolazione sono:
- 1 centavo - fino al 1985
- 2 centavos - fino al 1990
- 5 centavos - fino al 1998
- 10 centavos
- 20 centavos
- 50 centavos

## Banconote
Nel 1932 la Banca dell'Honduras e il Banco Atlantida emisero le prime banconote nei tagli da 1, 2, 5., 10 e 20 lempira. Nel 1950 la produzione della carta moneta fu affidata alla Banca centrale dell'Honduras che introdusse la banconota da 50 lempira nel 1951. Nel 1975 fu aggiunta la banconota da 100 lempira e nel 1995 quella da 500 lempira.
Le banconote attualmente in circolazione sono:

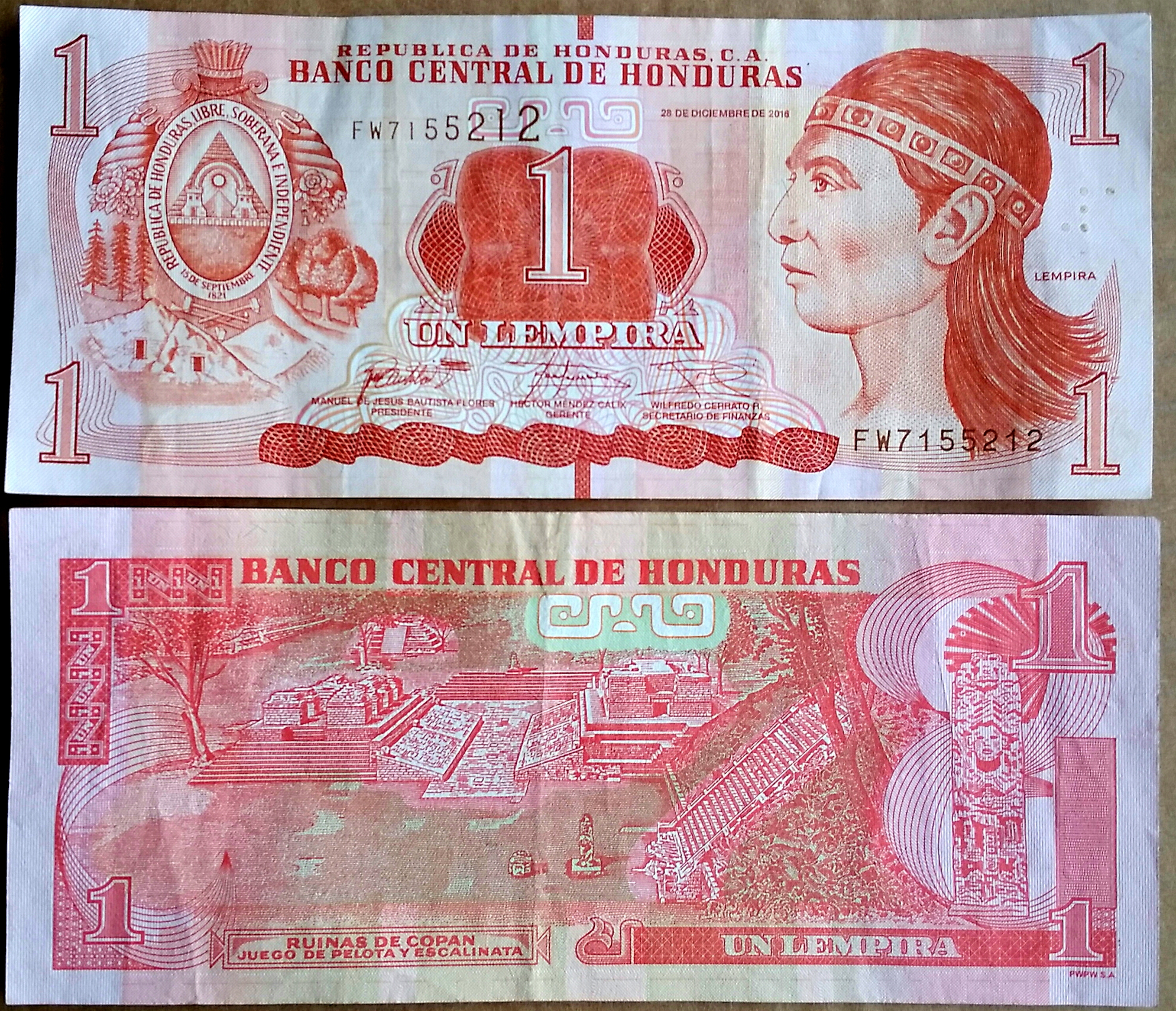
1 lempira
- 2 lempiras
- 5 lempiras
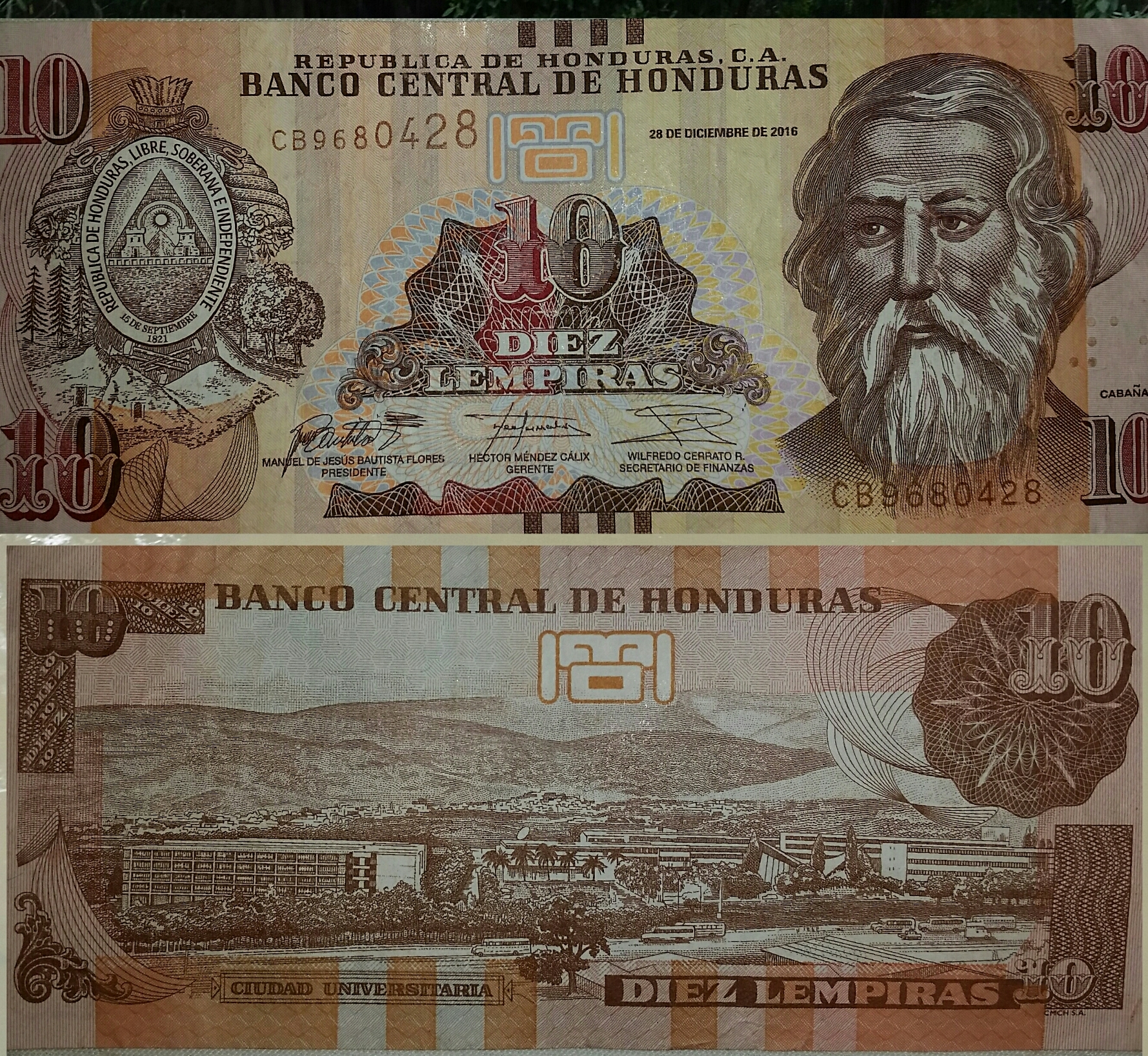
10 lempiras
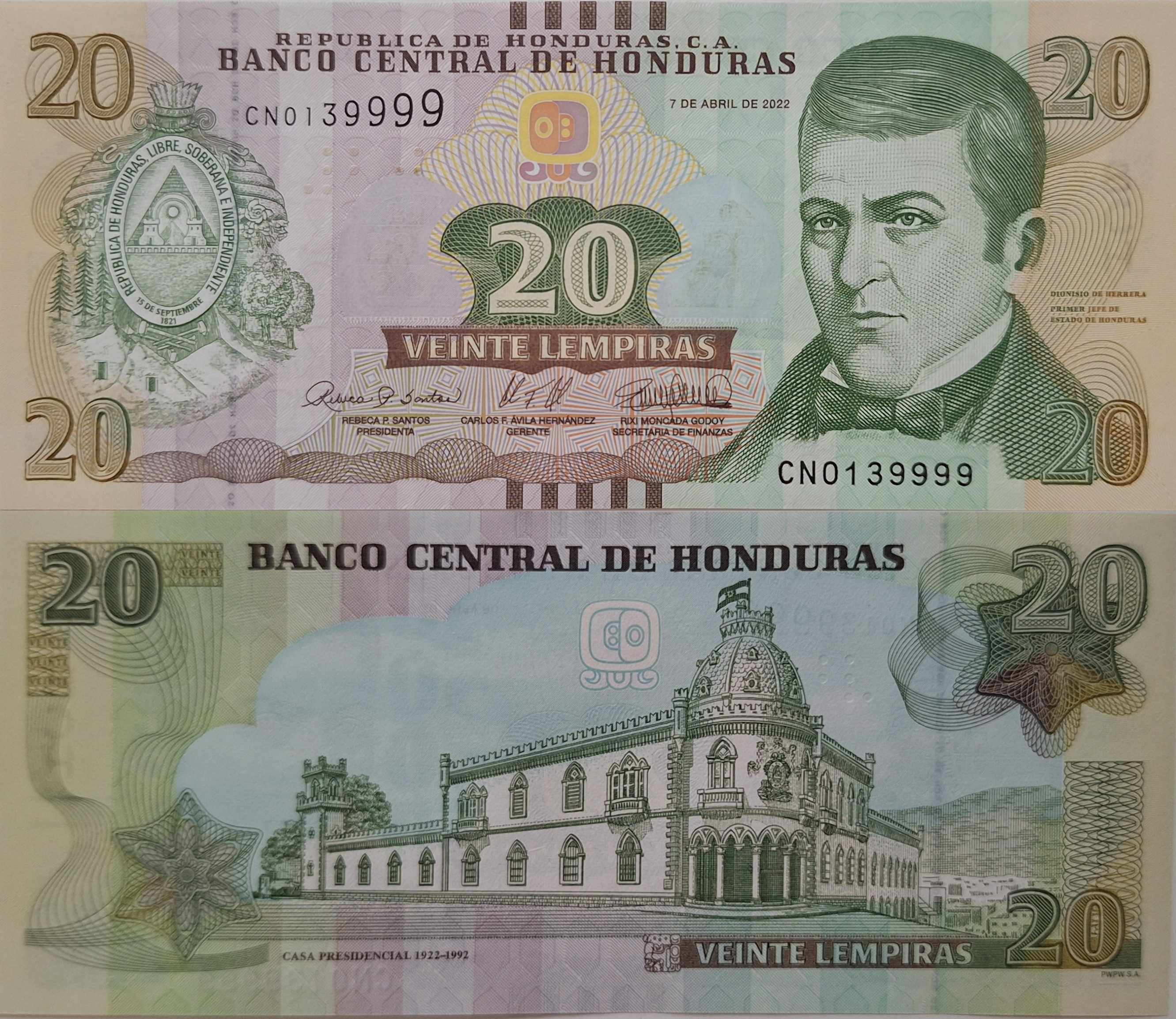
20 lempiras
- 50 lempiras
- 100 lempiras
- 200 lempiras
- 500 lempiras

- 1 lempira
- 10 lempira
- 20 lempira